# Релігія в Таїланді
Буддизм є найбільшою релігією в Таїланді, яку сповідують 93% населення. Відповідно до тайської конституції, Таїланд є світською державою, яка гарантує релігійну свободу для всіх громадян Таїланду, хоча за законом король має бути буддистом Тхеравади. Багато інших людей, особливо серед етнічної групи ісан, сповідують народні релігії Тай. Значна частина мусульманського населення, переважно тайських малайців, присутня особливо в південних регіонах. Тайське законодавство офіційно визнає п'ять релігій: буддизм, іслам, індуїзм, сикхізм і християнство.

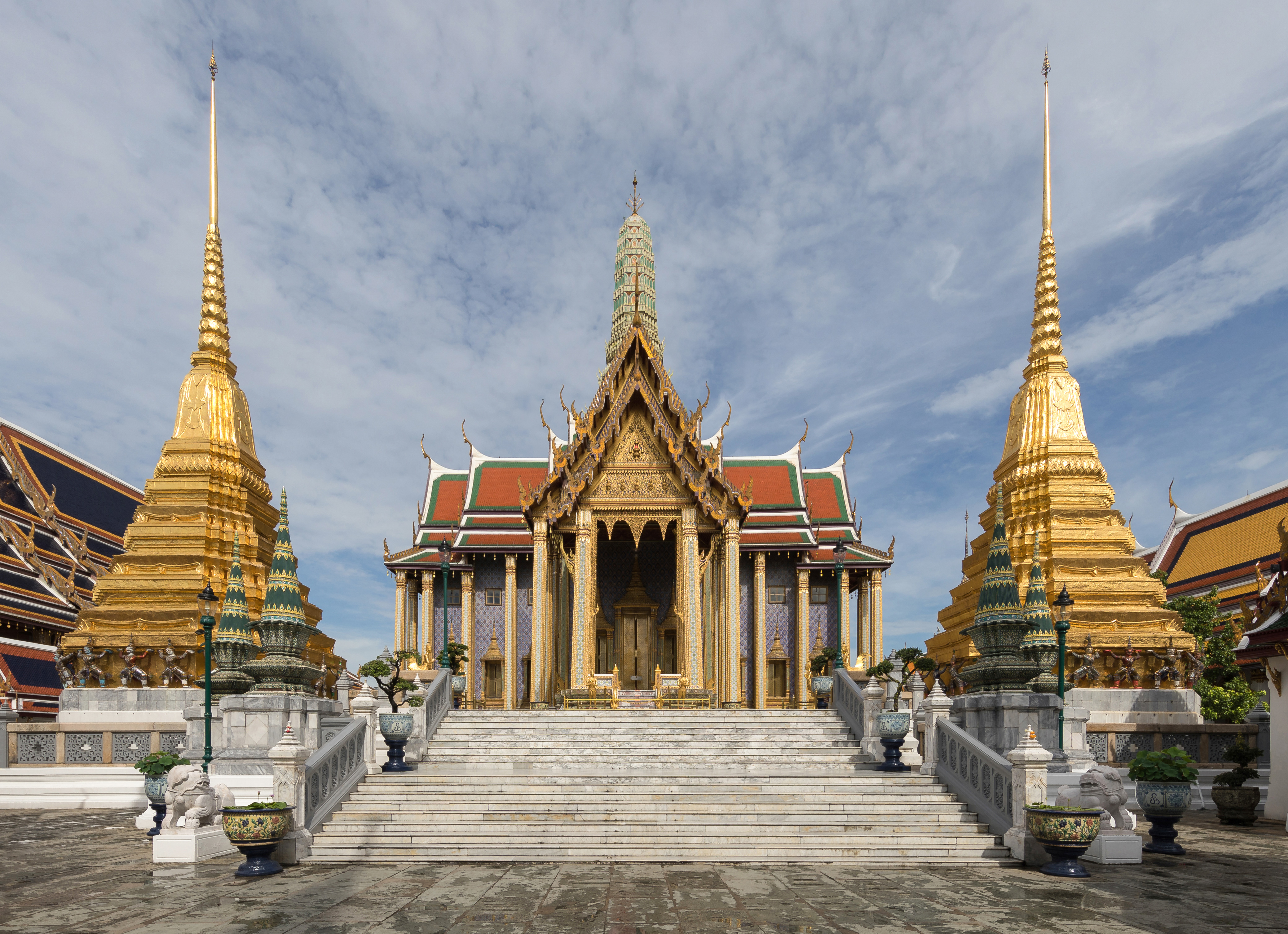
Буддистський храм Бангкоку

## Буддизм
Буддизм у Таїланді в основному відноситься до школи тхеравади. Таку школу відвідує понад 90% населення Таїланду.
Тайський буддизм сповідується поряд з різними місцевими релігіями, такими як китайська місцева релігія великої кількості тайців китайського походження, індуїзм серед тайців індійського походження та сіамських тайців, а також тайська народна релігія серед північно-східних тайців, північних тайців і північних кхмерів.
Для буддійських храмів у Таїланді характерні високі золоті ступи, а буддійська архітектура Таїланду схожа на архітектуру інших країн Південно-Східної Азії, особливо Камбоджі та Лаосу, які мають спільну культурну та історичну спадщину з Таїландом.

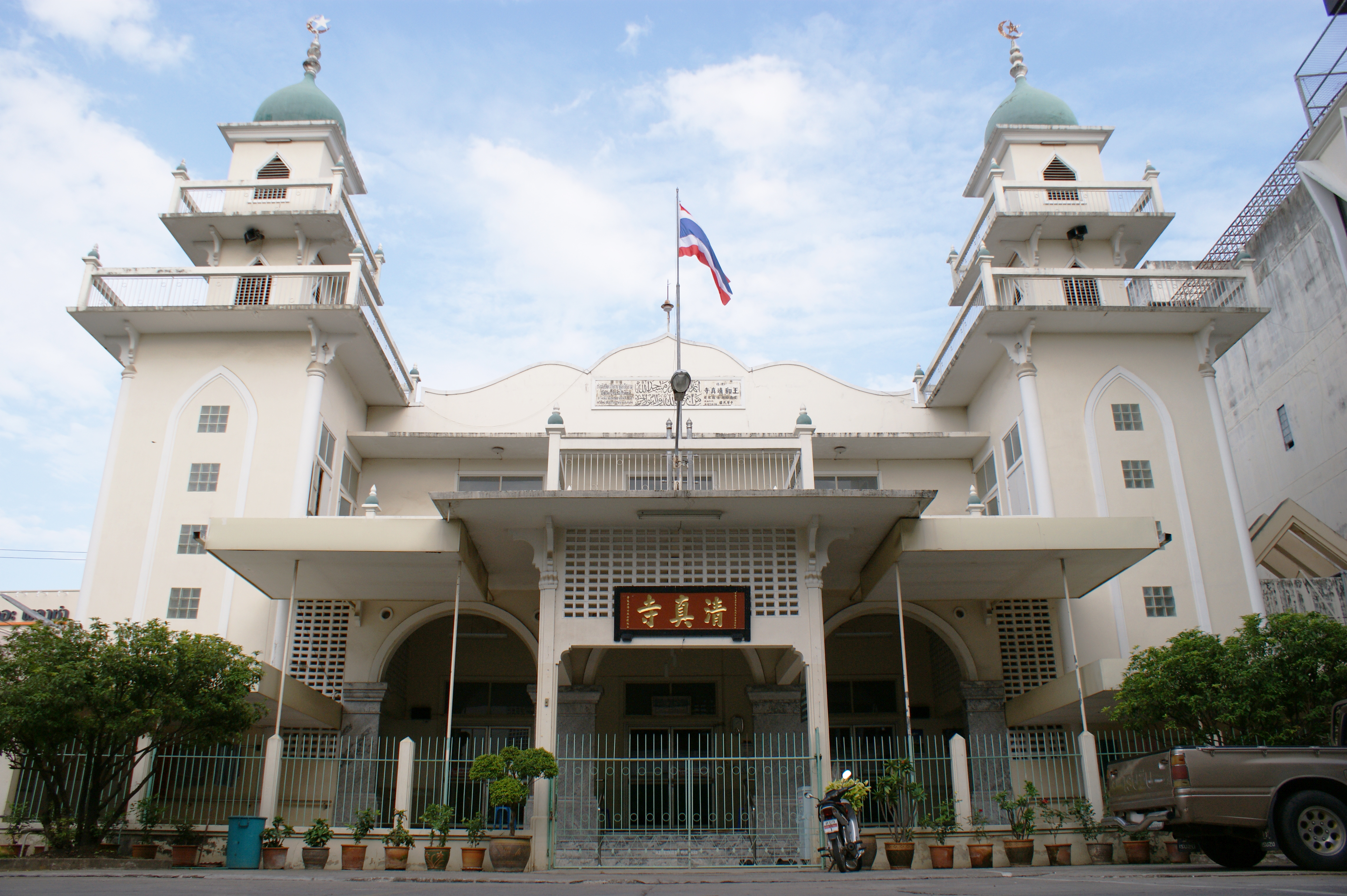
Мечеть Бан Хо

## Іслам
Згідно з переписом 2015 року, в Таїланді проживає 2 892 311 мусульман, або 4,29% від загальної чисельності населення. 2 227 613 з цих мусульман зосереджено в південному регіоні країни, де вони становлять до 24,33% населення.

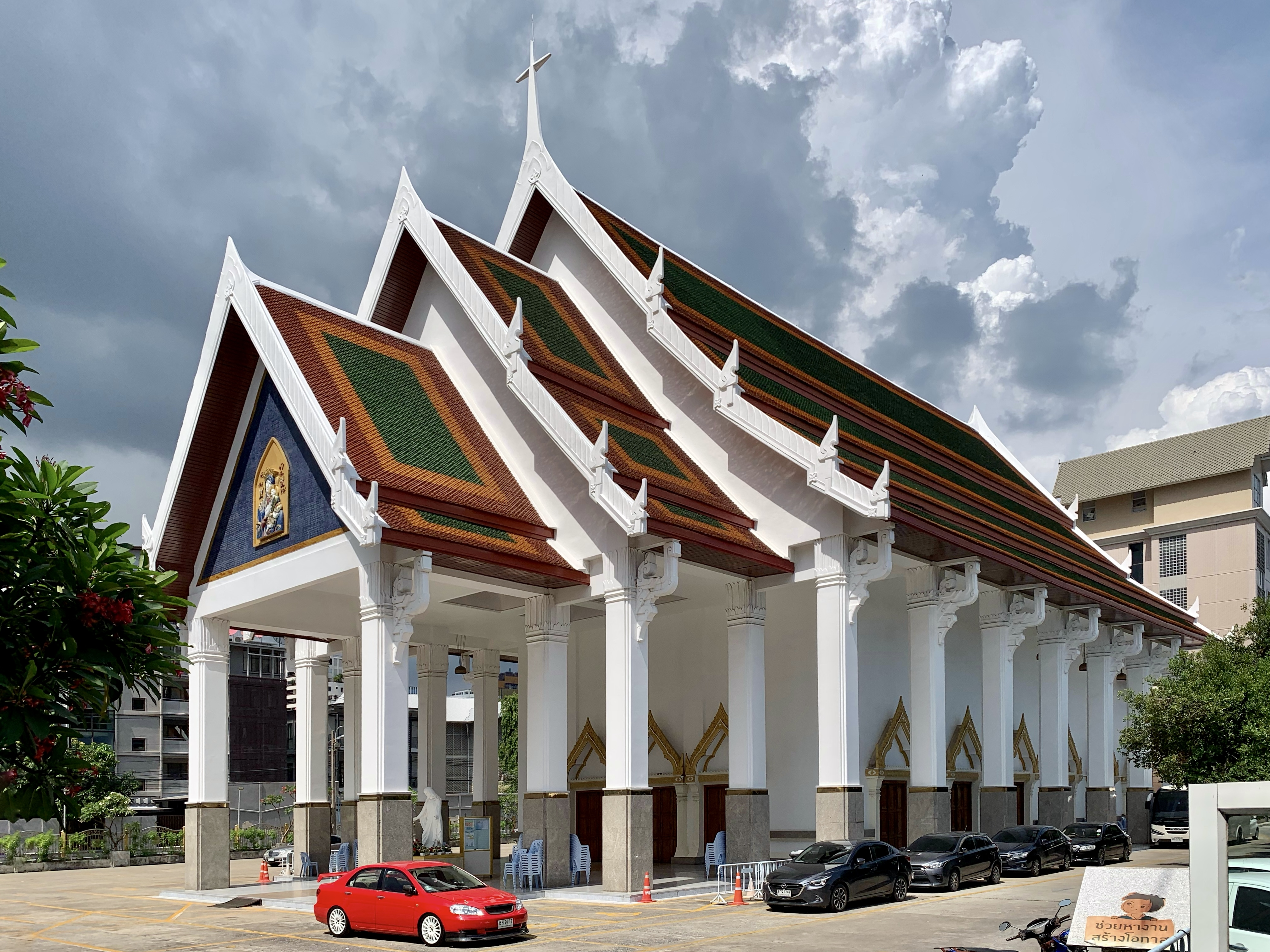
Церква Святого Спасителя в Бангкоку, побудована в тайській архітектурі

## Християнство
Християнство було запроваджено європейськими місіонерами ще в 1550-х роках, коли до Аюттхаї прибули португальські найманці та їхній капелан. Історично склалося так, що він відіграв значну роль у модернізації Таїланду, особливо в соціальних і освітніх установах. Станом на 2015 рік християнами є трохи більше одного відсотка населення Таїланду. З цієї групи 400 000 є католиками.
Департамент релігії Таїланду, який зараз підпорядкований Міністерству культури, офіційно визнав п’ять основних християнських церков/деномінацій: Римо-католицька церква, баптисти, Церква адвентистів сьомого дня, Церква Христа в Таїланді та євангельське братство Таїланду. Хоча місіонери Церкви Ісуса Христа Святих останніх днів офіційно не визнані, вони активно діють у Таїланді протягом десятиліть, хоча їх навернених відносно небагато. Також присутні Свідки Єгови з понад 5200 членами та 140 громадами.
Православ'я в Таїланді з 1999 року представлено Представництвом Російської православної церкви, в тому числі православною парафією Святого Миколая в Бангкоку.

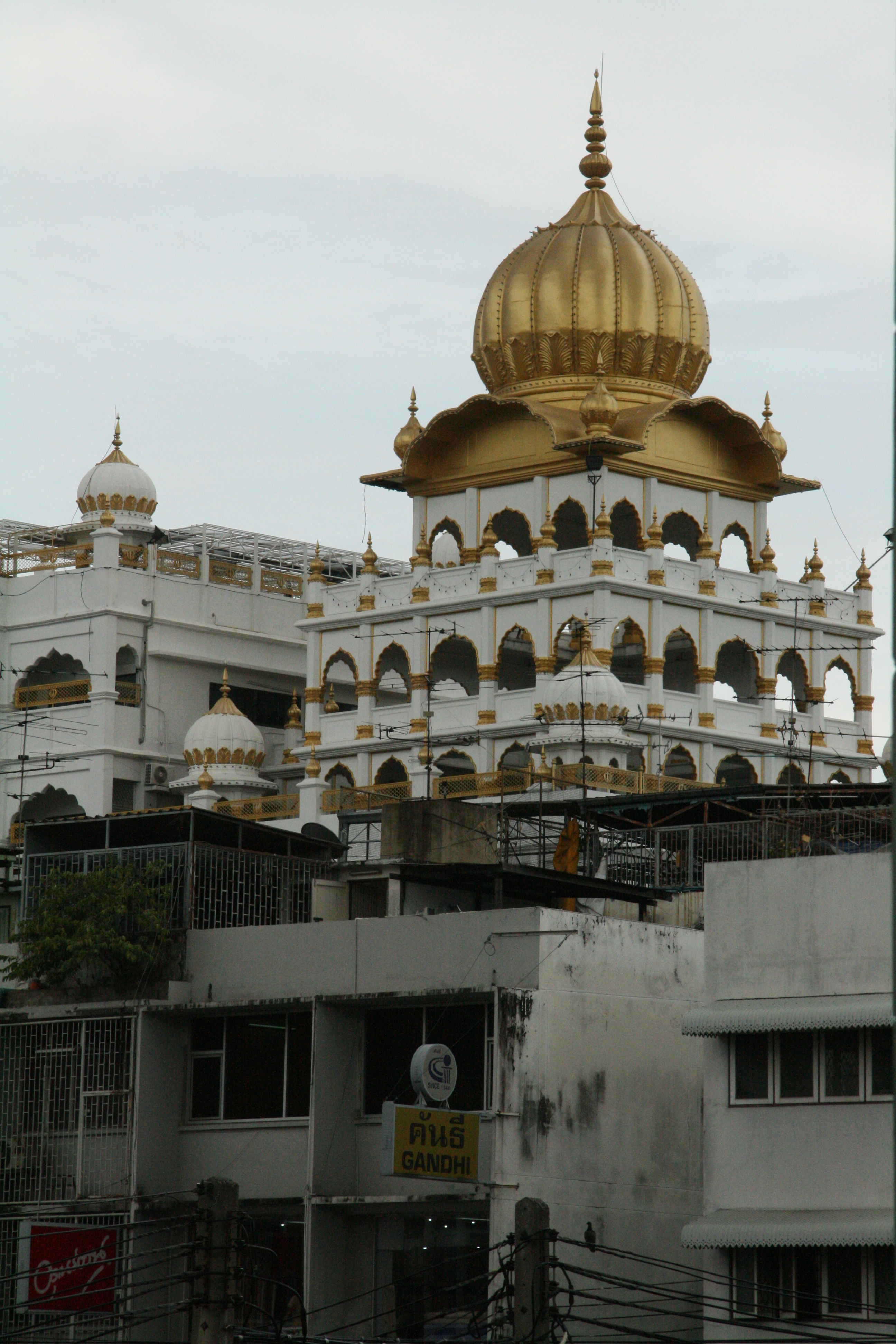
Гурдвара в Бангкоку.

## Сикхізм
Першим сикхом, який, як відомо, прибув до Таїланду, був Ладха Сінгх, який прибув у 1890 році. Інші сикхи приєдналися до нього на початку 1900-х років, і до 1911 року більше сотні сімей сикхів оселилися в Таїланді, головним чином у регіоні Тонбурі. У той час не було гурдвар (храмів сикхів), і релігійні молитви проводилися в приватних будинках щонеділі та в дні гурпурабу. Громада сикхів продовжувала зростати, і в 1912 році було вирішено побудувати гурдвару. Сьогодні вона стоїть у районі Бангкока Пахурат і імітує Золотий храм в Амрітсар Пенджаб, Індія. У містах країни проживає невелика, але впливова громада сикхів, які переважно займаються роздрібною торгівлею.